# Nototanoides trifurcatus
Nototanoides trifurcatus är en kräftdjursart som beskrevs av Jürgen Sieg och Heard 1985. Nototanoides trifurcatus ingår i släktet Nototanoides, överfamiljen Paratanaoidea, ordningen tanaider, klassen storkräftor, fylumet leddjur och riket djur. Inga underarter finns listade i Catalogue of Life.